# Papierfabrik Frövifors

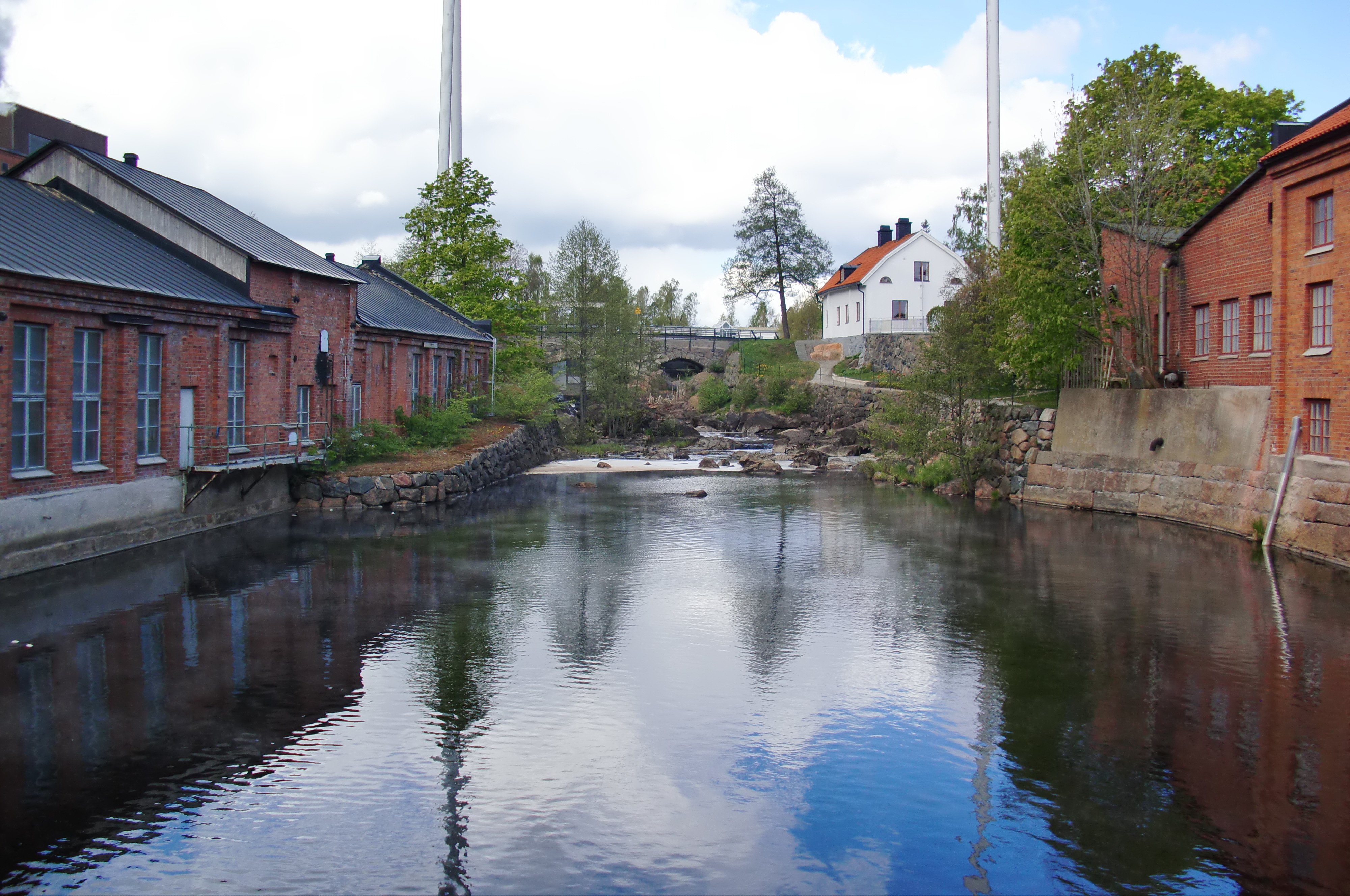
Teilansicht des Museums

Die Papierfabrik Frövifors (vollständiger Name: Billerud Frövi/Rockhammar) ist eine Produktionsstätte in der schwedischen Gemeinde Lindesberg im Örebro län. Ein Teil des Industriebaus wird als Industriemuseum genutzt.

## Geschichte
Am Auslauf des Flusses Fröviån in den See Väringen befindet sich eine Stromschnelle, was gute Voraussetzungen für die Errichtung von Manufakturen bildete. Anfänglich entstand an dieser Stelle im Auftrag von König Gustav I. Wasa eine Eisenhütte, der in den nächsten Jahren ein Sägewerk und mehrere Wassermühlen folgten. Wie in anderen schwedischen Orten, wurde die Eisenproduktion in kleinen Manufakturen im 19. Jahrhundert unrentabel.
Am 13. Februar Im Jahr 1889 trafen sich die Reidemeister August Tersmeden, Löjtnant Henrik Gahn, Kapten Carl Hildebrant, Godsägare J.H. Lallerstedt und Brukspatron J.W. Olson zur Gründung einer Papierfabrik, die ab dem 14. März als Aktiengesellschaft fungierte. Es entstand eine Anlage zur Herstellung des Papierfaserrohstoffes mit Säge und Schleifwerk. Die Eigentumsverhältnisse und die hauptsächlich produzierten Produkte änderten sich bis 1981 mehrfach. So lag ab 1916 das Hauptaugenmerk auf mit Sulfat gebleichten Faserstoffen.
Im Jahr 1981 wurden die alten Anlagen stillgelegt und im Anschluss eine Kartonfabrik zur Herstellung von Verpackungsmaterial errichtet. Diese ist dem Konzern BillerudKorsnäs zugeordnet.

## Museum
In den alten Backsteinhallen etablierte der schwedische Zellstoff- und Papierverband in Zusammenarbeit mit Historikern und Archäologen 1984 ein Museum. Hier werden Papiermaschinen gezeigt, die zwischen 1907 und 1911 von Karlstads Mekaniska Werkstad gefertigt wurden. Weitere Ausstellungsstücke sind Teile von Turbinen und ein Mahlwerk.
Als Ergänzung gibt es Filmvorführungen, geführte Rundgänge im neuen Kartonwerk, eine Ausstellung mit japanischer Papierkunst, eine Bierdosenausstellung und eine Abteilung für Kinder, die auch allgemeines Wissen zur Bedeutung des Waldes vermittelt.
Das Museum wurde 2021 als „Museum des Jahres“ vom schwedischen Verband der Arbeitsplatzmuseen ausgezeichnet. Es ist seit 2023 als Industriedenkmal anerkannt.